# Ludwig Waag
Karl Wilhelm Ludwig Waag (* 21. Februar 1812 in Karlsruhe; † 19. Juni 1879 in Bad Gastein) war ein badischer Generalleutnant und Gouverneur der Festung Rastatt, der zuletzt den Dienstgrad als General der Infanterie in der Preußischen Armee bekleidete.

## Leben

### Herkunft
Er war der Sohn des Großherzoglich Badischen Generalstaatskassierers Karl Friedrich Waag (1771–1833) und dessen Ehefrau Charlotte, geborene Füßlin (1781–1850). Sein älterer Bruder Maximilian (1804–1873) stand in badischen Staatsdiensten und war 1841/45 Abgeordneter der Ständeversammlung.

### Militärkarriere
Waag absolvierte das Lyzeum und das Polytechnikum in seinem Heimatstadt. Anschließend besuchte er für knapp zwei Jahre das Kadettenkorps und wurde am 17. Oktober 1828 als Sekondeleutnant dem Leib-Grenadier-Gardebataillon der Badischen Armee überwiesen. Vom 19. Januar 1831 bis zum 25. Mai 1833 war Waag zur Höheren Offizierschule und anschließend zum Generalstab kommandiert. Dort am 2. Juni 1835 zum Premierleutnant befördert, wurde er im November des Folgejahres in den Generalstab versetzt und als Adjutant zu Markgraf Wilhelm kommandiert. Im September 1840 erhielt Waag den Charakter als Hauptmann II. Klasse, wurde im April 1846 von seiner Stellung als Adjutant entbunden und als Kompaniechef in das Leib-Grenadier-Regiment versetzt. 1848 nahm er an der Unterdrückung der revolutionären Unruhen in Baden teil und wurde im selben Jahr Mitglied der Militärstudienkommission. Am 4. März 1850 folgte seine Beförderung zum Major und Ernennung zum Kommandanten des 9. Infanteriebataillons. Zwei Jahre später avancierte Waag zum Oberstleutnant und Kommandanten des 1. Füsilierbataillons. In dieser Funktion wurde er am 20. September 1856 Oberst. Als solcher war Waag vom 15. Januar bis zum 16. Mai 1859 Kommandant des 4. Infanterie-Regiments „Markgraf Wilhelm“ und erhielt anschließend die Führung über die 3. Infanterie-Brigade. Am 24. November 1859 wurde er zum Kommandanten der 1. Infanterie-Brigade ernannt sowie am 9. Juni 1860 zum Generalmajor befördert. Ab 18. Mai 1865 unterstand Waag die gesamte Infanterie des Großherzogtums. Außerdem war er ab diesem Zeitpunkt auch Garnisonskommandant von Karlsruhe.

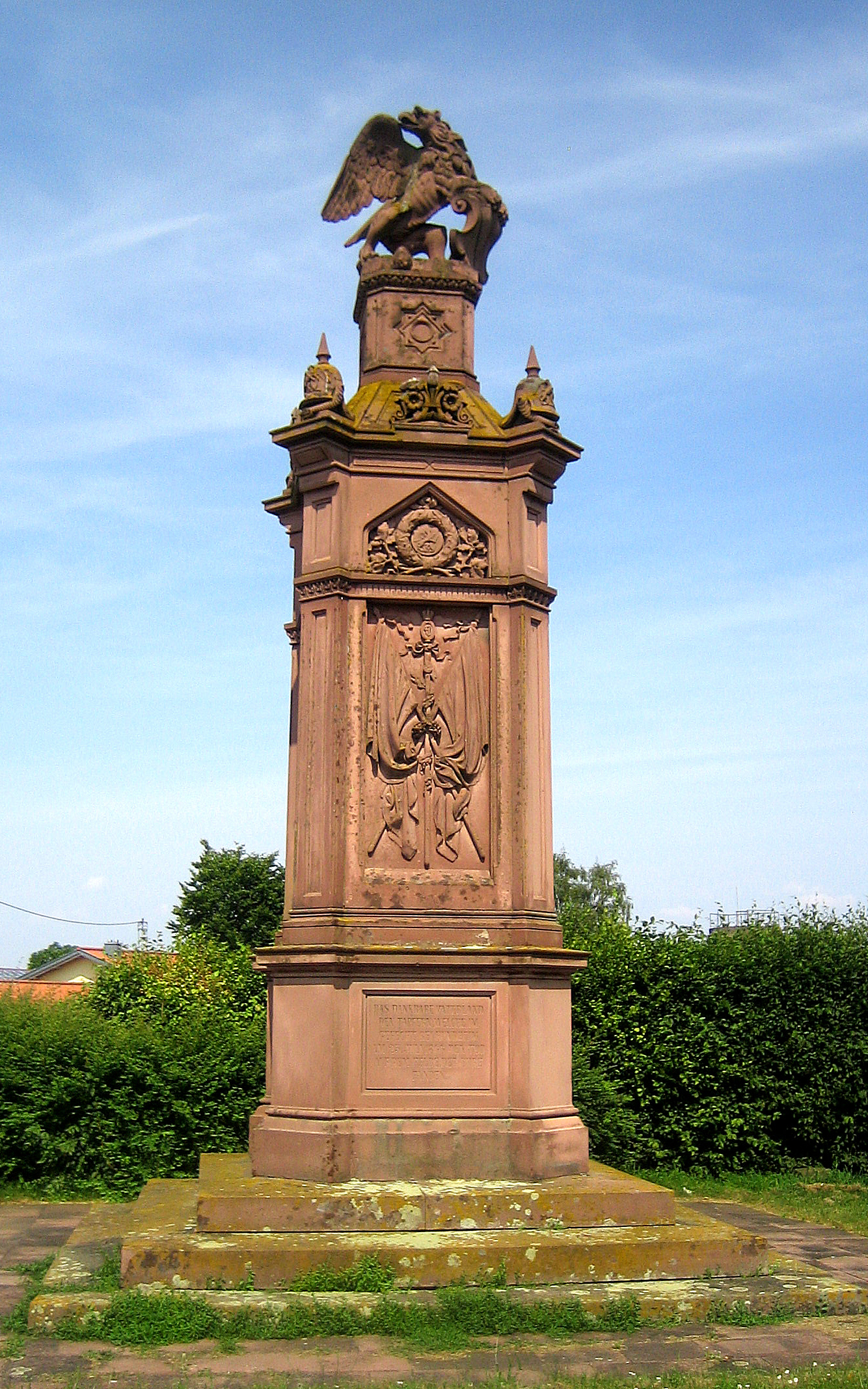
Denkmal für die während des Gefechts bei Hundheim 1866 gefallenen badischen Soldaten
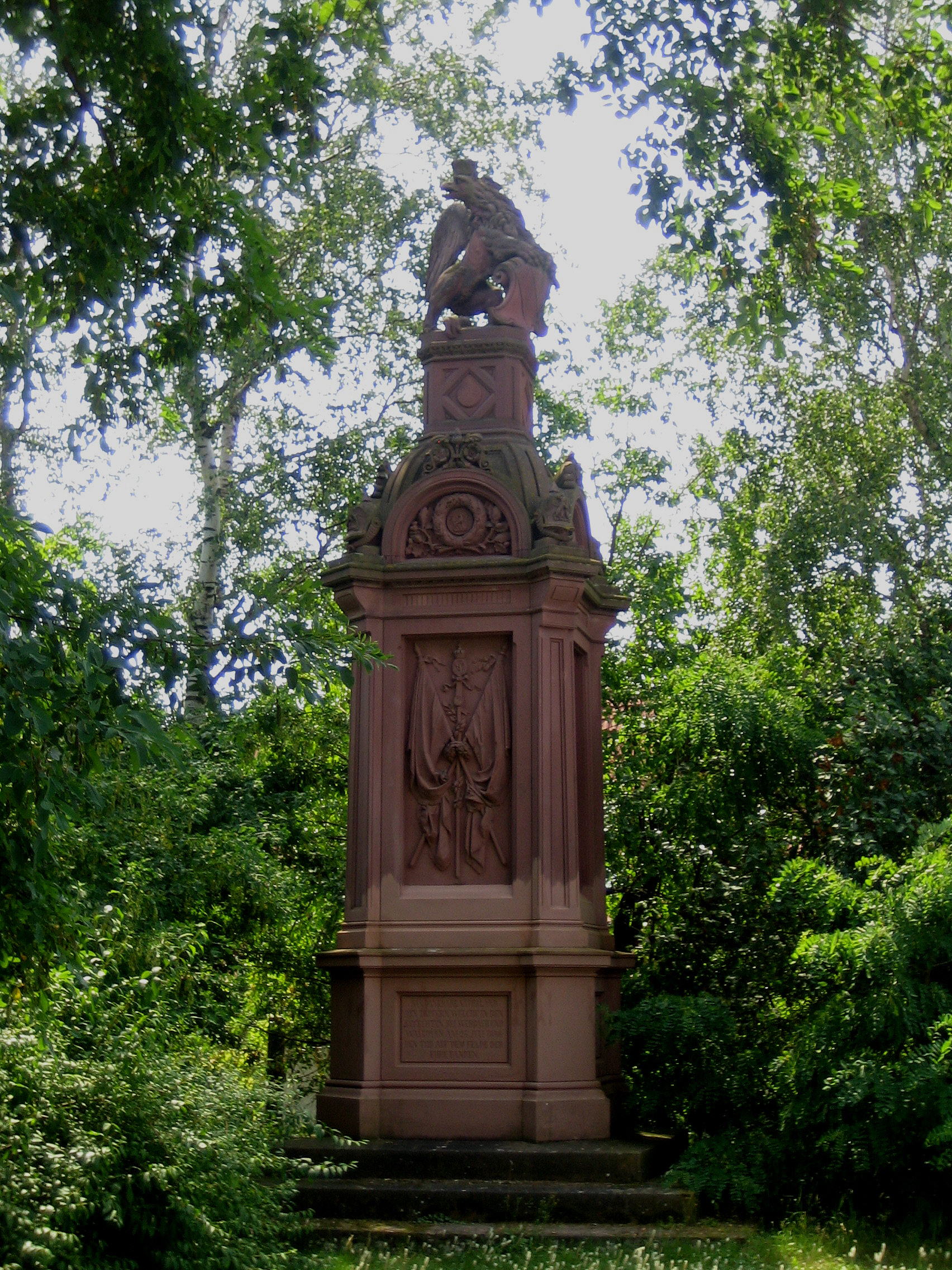
Denkmal für die während des Gefechts bei Werbach 1866 gefallenen badischen Soldaten

Mit Beginn des Krieges gegen Preußen wurde Waag 1866 zum Generalleutnant befördert, war während des Feldzuges Kommandant der Infanterie der 2. Division unter Wilhelm von Baden und kämpfte bei Hundheim, Werbach und Gerchsheim. Seine Leistungen fanden durch die Verleihung des Kommandeurkreuzes I. Klasse des Ordens vom Zähringer Löwen mit Eichenlaub und Schwertern seinen Ausdruck. Nach dem Friedensschluss wurde Waag am 26. April 1867 zum Gouverneur der Festung Rastatt ernannt. Im gleichen Jahr erhielt er Mitte August vom Großherzog den Auftrag, den französischen Kaiser Napoleon III. in Kehl zu empfangen. 1868 war Waag mit der Leitung der Enthüllungsfeiern der Denkmäler für die im Feldzug 1866 Gefallenen bei Hundheim und Werbach beauftragt.
Während des Krieges gegen Frankreich 1870/71 kam der Festung Rastatt eine hohe Bedeutung zu. Sie war Sammelplatz für Truppenkontingente aus Bayern und Württemberg. Nach dem Kapitulation von Straßburg wurde in der Festung ein Lager für französische Kriegsgefangene errichtet. Friedrich I. ernannte Waag noch während des Krieges am 1. Dezember 1870 zum Mitglied der Ersten Kammer der Ständeversammlung und würdigte seine Leistungen am 1. April 1871 durch die Verleihung der Collane zum Großkreuz des Ordens vom Zähringer Löwen.
Nach dem Frieden von Frankfurt wurde Waag als Generalleutnant in den Verbund der Preußischen Armee unter Belassung in seiner Stellung als Gouverneur der Festung Rastatt übernommen. In Genehmigung seines Abschiedsgesuches stellte man ihn schließlich am 8. März 1873 unter Verleihung des Charakters des General der Infanterie mit der gesetzlichen Pension zur Disposition. Anlässlich seiner Verabschiedung verlieh ihm der preußische König Wilhelm I. den Kronenorden I. Klasse mit dem Emaileband des Roten Adlerordens.
Die Stadt Rastatt verlieh Waag am 14. März 1873 die Ehrenbürgerwürde. Er verstarb an den Folgen eines Schlaganfalls, den er sich während eine Kuraufenthaltes am 15. Juni 1879 zugezogen hatte und wurde in Rastatt neben seiner Frau bestattet.

### Familie
Waag hatte sich am 3. Dezember 1844 mit Julie von Preen (1819–1869) verheiratet. Sie war zweitälteste Tochter eines badischen Oberstleutnants. Aus der Ehe gingen die Kinder Hermann und Berta hervor. Der Sohn fiel 1870 als Premierleutnant und Regimentsadjutant bei Nuits.